# Olga Gyarmati
Olga Gyarmati (Debrecen, 5 ottobre 1924 – Greenfield, 27 ottobre 2013) è stata una lunghista ungherese, vincitrice della medaglia d'oro alle Olimpiadi di Londra 1948, prima campionessa olimpica della specialità.